# 장애

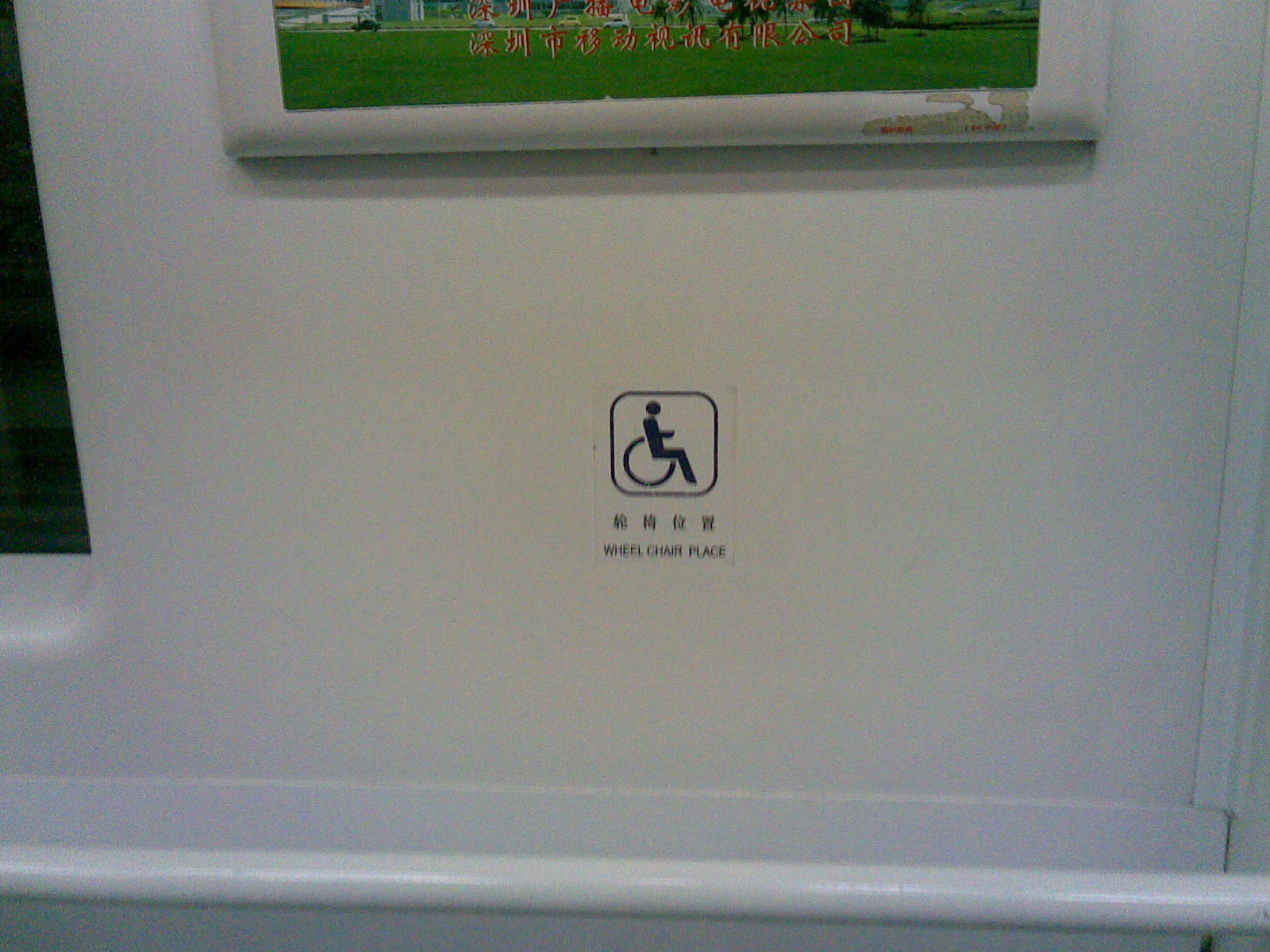
국제 액세스 심볼

장애(障礙)는 신체나 정신에 기능적으로 문제가 있어서 제 기능을 하지 못하는 것을 말한다. 자신 주변의 세상과 소통하거나 특정 활동을 하기에 어렵게 만드는 조건을 말한다.
각기 다른 공동체에서 각기 다른 의미가 부여될 수 있으므로 장애는 여러 의미가 있는 개념이다. '장애'라는 용어는 일부 기관들, 특히 의학계에서 조정이 필요한 것으로 간주하는 신체적 또는 정신적 속성을 가리킬 수 있다. 장애인 차별주의 사회의 제약에 의해 사람들에게 가해지는 제한을 가리킬 수도 있다. 또, 이 용어는 장애가 있는 사람들의 아이덴티티를 가리키는 역할을 할 수도 있다. PFC(Physiological functional capacity)는 일상 생활의 신체적 작업을 수행할 수 있는 능력, 그리고 이러한 작업들을 쉽게 수행할 수 있는 정도를 가늠하는, 개개인이 해낼 수 있는 수준의 척도이다. PFC의 수치는 나이가 듦에 따라 감소하며 이는 노쇠, 인지 장애, 신체 장애로 나타나며 이 모두가 개개인을 장애인으로 구별짓게 만든다.

## 같이 보기
- 장애인